# Anke Zillich

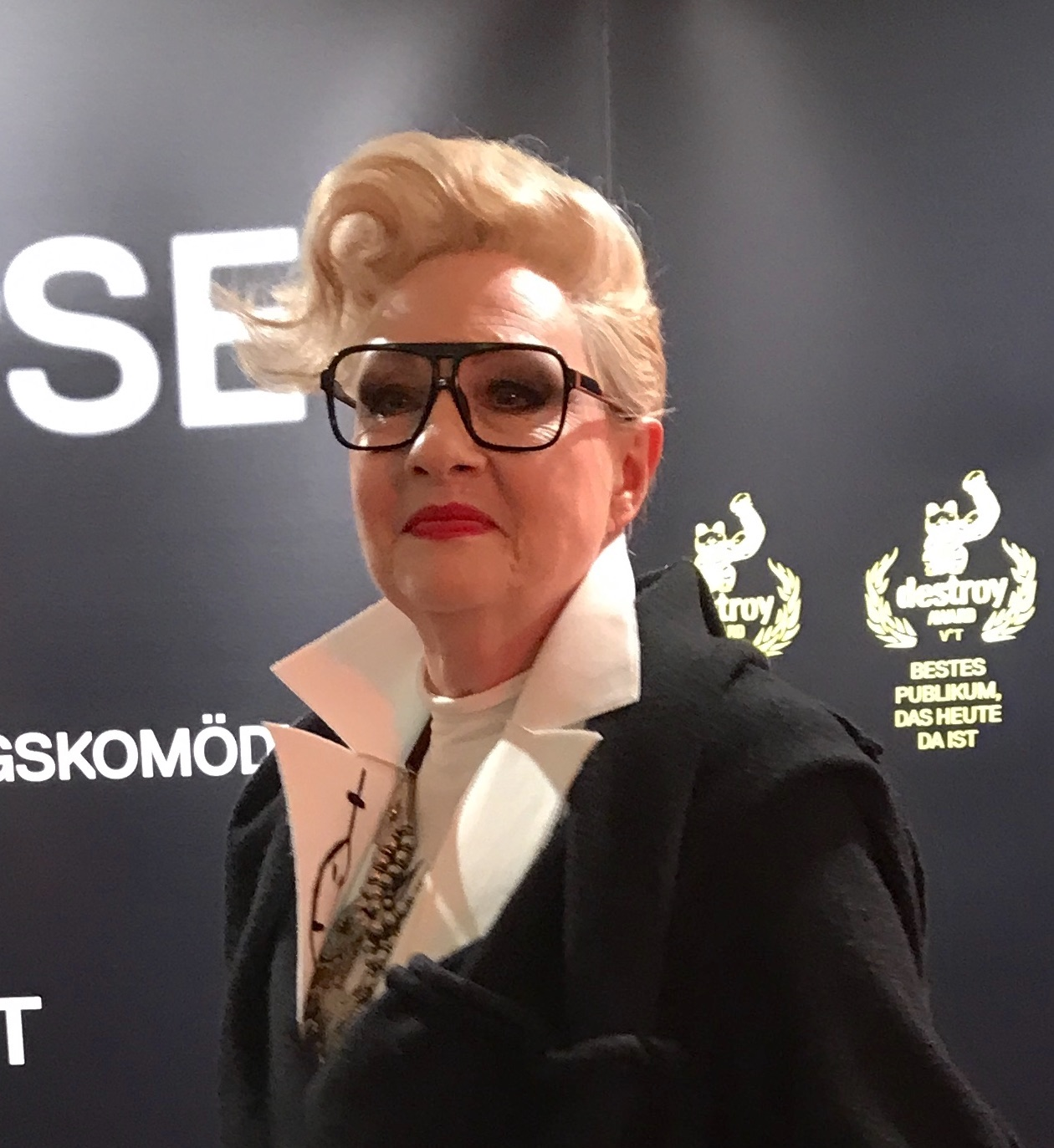
Anke Zillich in ihrer Rolle als Meta Gleiberg im Theaterstück Apokalypse Miau, bei der Uraufführung am 1. Dezember 2022 am Volkstheater in Wien

Anke Zillich (* im 20. Jahrhundert in Essen) ist eine deutsche Schauspielerin und Hörspielsprecherin, die in Wien lebt und arbeitet.

## Leben und Karriere
Zillich kam in Essen zur Welt und verbrachte ihre Kindheit und Jugend in Oberhausen. Sie studierte Germanistik, Philosophie, Psychologie und Indologie in Münster. Danach absolvierte sie eine Ausbildung zur Schauspielerin an der Staatlichen Hochschule für Musik und Darstellende Kunst in Stuttgart. Ab 2003 spielte sie am Theater Bonn. Im Anschluss daran war sie Ensemblemitglied in Stuttgart und Bochum. Von 2018 bis 2020 war sie festes Ensemblemitglied am Schauspiel Dortmund. Seit der Spielzeit 2020/21 ist Anke Zillich Ensemblemitglied am Volkstheater Wien.

## Hörspiele (Auswahl)
Die ARD-Hörspieldatenbank enthält für den Zeitraum von 1980 bis 2014 insgesamt 23 Datensätze, bei denen Anke Zillich als Sprecherin geführt wird.
- 1980: Michael Davies: Ein Mord kommt selten allein. Kriminalkomödie (Mädchen am Empfang) – Regie: Otto Düben (Kriminalhörspiel – SDR)
- 1981: Valentin Katajew: Die Messer (Mädchen) – Regie: Heinz von Cramer (Hörspielbearbeitung – SDR)
- 1981: Friederike Roth: Ritt auf die Wartburg (1. wartende Frau) – Regie: Otto Düben (Hörspiel – SDR)
- 1990: Christine Grän: Tod im Bundeshaus (Anna Marx) – Regie: Heidemarie Rohweder (Original-Hörspiel, Kriminalhörspiel – SWF/NDR)
- 1990: Matthias Golkowsky: Der grüne Punkt: Mein Freund, der Stotterhans (Mutter) – Regie: Hans-Peter Bögel (Kinderhörspiel – SDR/SWF/SR)
- 1992: Per Olov Enquist: In der Stunde des Luchses (Die jüngere Frau) – Regie: Heidemarie Rohweder (Hörspielbearbeitung – HR/MDR)
- 1992: Matthias Paus: Showdown im SDR 3-Saloon: Ein Liebhaber (Sprecherin) – Regie: Eberhard Klasse (Hörspielbearbeitung, Kurzhörspiel – SDR)
- 1995: Hans Bemmann: Stein und Flöte (4 Teile) – Bearbeitung und Regie: Christian Gebert (Hörspielbearbeitung, Kinderhörspiel – SDR/HR)
- 1997: Christian Gailus: Der Linsenhof. Folge 987: Ein Tag wie jeder andere (Karin Schulze, Frau von Ibrahim) – Regie: Norbert Schaeffer (Originalhörspiel – SDR/RB)
- 1998: Garrison Keillor: Radio Romance (3. Teil: Schwere Zeiten) (Edna) – Bearbeitung und Regie: Walter Adler (Hörspielbearbeitung – SDR/WDR)
- 2009: Friedrich Karl Waechter: Wir können noch viel zusammen machen (Mama Schwein) – Regie: Frank-Erich Hübner (Hörspielbearbeitung, Kinderhörspiel – WDR)
- 2014: Dirk Schmidt: Radio-Tatort: Malina (Emmi) – Regie: Claudia Johanna Leist (Originalhörspiel, Kriminalhörspiel – WDR)

## Preise
2008 wurde Zillich mit dem Bonner Theaterpreis Thespis ausgezeichnet.